# Trzeci rząd Pedra Sáncheza
Trzeci rząd Pedra Sáncheza – rząd Królestwa Hiszpanii funkcjonujący od 21 listopada 2023.
Gabinet zastąpił drugi rząd Pedra Sáncheza, lidera Hiszpańskiej Socjalistycznej Partii Robotniczej (PSOE), który funkcjonował od stycznia 2020. W maju 2023, po słabym wyniku PSOE w wyborach lokalnych i regionalnych, premier zdecydował o przeprowadzeniu przedterminowych wyborów w lipcu tegoż roku. Socjaliści uzyskali w nich podobną do dotychczas posiadanej reprezentację w Kongresie Deputowanych, przegrywając jednakże z ludowcami, których przewodniczący Alberto Núñez Feijóo przegrał jednak we wrześniu głosowania nad wotum zaufania. Pozwoliło to liderowi PSOE przystąpić do negocjacji nad utworzeniem kolejnego rządu. Dla zapewnienia sobie wyboru Pedro Sánchez musiał uzyskać tym razem również dodatkowe poparcie od drugiej grupy katalońskich separatystów z Junts per Catalunya kierowanej przez Carlesa Puigdemonta. W wyniku negocjacji zgodził się na wprowadzenie pełnej amnestii dla skazanych lub ściganych katalońskich przywódców, odpowiedzialnych za zamach konstytucyjny z 2017. Decyzja ta wzbudziła liczne kontrowersje, Pedro Sánchez uprzednio pozostawał przeciwnikiem amnestii, uznawanej za niezgodną z hiszpańską konstytucją i ingerującą w niezawisłość wymiaru sprawiedliwości. Jego negocjacje z separatystami i zgoda na amnestię doprowadziły w Hiszpanii do masowych protestów przeciwko tej decyzji.
16 listopada 2023 Kongres Deputowanych zatwierdził w pierwszym głosowaniu kandydaturę Pedra Sáncheza na urząd premiera; poparło go 179 posłów z PSOE, koalicjantów z grupującej komunistów, socjalistów i ekologów platformy Sumar, partii regionalnych oraz separatystycznych ugrupowań z Katalonii i Kraju Basków (Junts, ERC i EH Bildu). Następnego został zaprzysiężony na tym stanowisku.
Ministrowie objęli urzędy po zaprzysiężeniu 21 listopada 2023. W składzie gabinetu z ramienia socjalistów znaleźli się przedstawiciele PSOE, skonfederowanej z nią Partii Socjalistów Katalonii (PSC) oraz osoby bezpartyjne. Pięć stanowisk przypadło koalicjantowi z platformy Sumar.

## Skład rządu
| Stanowisko                                                                   | Minister                                                                   | Z rekomendacji |
| ---------------------------------------------------------------------------- | -------------------------------------------------------------------------- | -------------- |
| Premier                                                                      | Pedro Sánchez                                                              | PSOE           |
| Pierwszy wicepremier                                                         | Nadia Calviño (do grudnia 2023) María Jesús Montero (od grudnia 2023)      | PSOE           |
| Drugi wicepremier                                                            | Yolanda Díaz                                                               | Sumar          |
| Trzeci wicepremier                                                           | Teresa Ribera (do listopada 2024) Sara Aagesen (od listopada 2024)         | PSOE           |
| Czwarty wicepremier                                                          | María Jesús Montero (do grudnia 2023)                                      | PSOE           |
| Rzecznik prasowy rządu                                                       | Pilar Alegría                                                              | PSOE           |
| Minister spraw zagranicznych, europejskich i kooperacji                      | José Manuel Albares                                                        | PSOE           |
| Minister ds. prezydencji, sprawiedliwości i kontaktów z parlamentem          | Félix Bolaños                                                              | PSOE           |
| Minister obrony                                                              | Margarita Robles                                                           | PSOE           |
| Minister finansów                                                            | María Jesús Montero                                                        | PSOE           |
| Minister spraw wewnętrznych                                                  | Fernando Grande-Marlaska                                                   | PSOE           |
| Minister transportu i zrównoważonej mobilności                               | Óscar Puente                                                               | PSOE           |
| Minister edukacji, kształcenia zawodowego i sportu                           | Pilar Alegría                                                              | PSOE           |
| Minister pracy i gospodarki społecznej                                       | Yolanda Díaz                                                               | UP             |
| Minister przemysłu i turystyki                                               | Jordi Hereu                                                                | PSC            |
| Minister rolnictwa, rybołówstwa i żywności                                   | Luis Planas                                                                | PSOE           |
| Minister polityki terytorialnej i demokracji                                 | Ángel Víctor Torres                                                        | PSOE           |
| Minister ds. ekologii i demografii                                           | Teresa Ribera (do listopada 2024) Sara Aagesen (od listopada 2024)         | PSOE           |
| Minister kultury                                                             | Ernest Urtasun                                                             | Sumar          |
| Minister gospodarki, handlu i przedsiębiorczości                             | Nadia Calviño (do grudnia 2023) Carlos Cuerpo (od grudnia 2023)            | PSOE           |
| Minister zdrowia                                                             | Mónica García Gómez                                                        | Sumar          |
| Minister nauki, innowacji i szkolnictwa wyższego                             | Diana Morant                                                               | PSOE           |
| Minister ds. praw socjalnych, konsumentów i Agendy 2030                      | Pablo Bustinduy                                                            | Sumar          |
| Minister równouprawnienia                                                    | Ana Redondo                                                                | PSOE           |
| Minister przeciwdziałania wykluczeniu, zabezpieczenia społecznego i migracji | Elma Saiz                                                                  | PSOE           |
| Minister dzieci i młodzieży                                                  | Sira Rego                                                                  | Sumar          |
| Minister mieszkalnictwa i spraw miejskich                                    | Isabel Rodríguez García                                                    | PSOE           |
| Minister transformacji cyfrowej i służb publicznych                          | José Luis Escrivá (do września 2024) Óscar López Águeda (od września 2024) | PSOE           |